# Rode (Somerset)
Rode è un villaggio e parrocchia civile dell'Inghilterra, appartenente alla contea del Somerset.